# Le Favril, Eure
Le Favril är en kommun i departementet Eure i regionen Normandie i norra Frankrike. Kommunen ligger i kantonen Thiberville som tillhör arrondissementet Bernay. År 2022 hade Le Favril 183 invånare.

## Befolkningsutveckling
Antalet invånare i kommunen Le Favril
Referens:INSEE